# Flos (TV-serie)
Flos (norska: Flus) är en norsk kriminaldramaserie som hade premiär den 22 oktober 2022 på NRK. Första säsongen som består av åtta avsnitt är skapad av Mikael Samuelsen, Yosef Wolde-Mariam och Patrick Ije Langseth.

## Handling
Efter åtta år i fängelse släpps Kelechi fri. Han får både lägenhet och jobb, men han har andra planer: att sänka Norges största haschimportör.

## Rollista (i urval)
- Filip Bargee Ramberg
- Herman Flesvig
- Tobias Haile Furunes
- Odin Waage
- Jonas Benyoub
- Fridtjof Såheim